# رفیق حلمی
رفیق حلمی ( کردی : ڕەفیق حیلمی ،، 1898–1960) مورخ، نویسنده و سیاستمدار کرد متولد کرکوک بود . او بنیانگذار حزب کردی هیوا در سال 1938 و نویسنده کتابهای بسیاری در مورد تاریخ کردستان و زبان کردی بود. پس از گذراندن مدرسه در سلیمانیه و بغداد ، تحصیلات خود را در دانشکده نظامی و دانشکده فنی استانبول ادامه داد .

## زندگینامه
او در اوایل کار خود برای دو روزنامه کردی نوشت: روژی کردستان ، روزنامه رسمی پادشاهی کردستان ، و بانگی کردستان . او پس از انتشار جلد دوم شعر و ادبیات کردی او در سال 1956 به عنوان منتقد ادبی توانا شناخته شد. در این اثر برای اولین بار شعر گوران و ویژگی های جنبش ادبی مدرنیستی که او نماینده آن بود مورد بررسی و تحلیل عمیق قرار گرفت. 
رفیق حلمی در سیاست کردستان به عنوان بنیانگذار حزبی به نام هیوا (امید) شناخته شده است.  در ابتدا یک سازمان مخفی متشکل از روشنفکران و کارمندان دولت کرد بود. تحت تأثیر هیئت علمی عمدتاً عرب در کرکوک ، یک جنبش دانشجویی به نام «تاریک‌تر» ( تیره‌تر اصطلاح کردی برای زغال‌سازان است، اما در مورد اصطلاح ایتالیایی « کربناری » بود)،  که بعداً به هیوا تبدیل شد ، در سال 1937 توسط رفیق حلمی تأسیس و رهبری شد، که آشکارا موسوم‌گرایی ایتالیایی را تحت فشار قرار داد. و ناسیونال سوسیالیسم آلمان در زمان هیتلر .  این اساتید اتحادهای ملی را که تحت قوانین شاهزاده بیسمارک و کامیلو بنسو، کنت کاوور اتفاق افتاد، به دانشجویان خود ارائه کرده بودند . بسیاری از کردها این را نمونه ای قابل توجه از اتحاد کردها می دانستند.  در حالی که برنامه سیاسی هیوا عمدتاً یک برنامه ملی گرایانه بود و بر تأمین خودمختاری برای کردستان عراق متمرکز بود ، بسیاری از اعضا نیز چپ گرا بودند.  بعدها، با دو قطبی شدن عقاید و دیدگاه‌های سیاسی درون حزب، حزب هیوا در نهایت تکه تکه شد. این حزب به دو دسته تقسیم شد: یک جناح رادیکال طرفدار آلمان و یک جناح میانه روتر و طرفدار انگلیس .